# Perafita
Perafita é uma vila portuguesa que foi sede da extinta Freguesia de Perafita do Município de Matosinhos, freguesia que tinha 9,47 km² de área e 13 607 habitantes (2011) e portanto uma densidade populacional de 1 436,9 hab/km². 
A Freguesia de Perafita foi extinta (agregada) em 2013, no âmbito da reforma administrativa nacional, para, em conjunto com as freguesias de Lavra e Santa Cruz do Bispo, formar uma nova freguesia denominada União das freguesias de Perafita, Lavra e Santa Cruz do Bispo, tendo a Lei 11-A/2013, de 28 de Janeiro conferido a Perafita o direito de ser a sede desta união de freguesias.
Perafita foi elevada à categoria de vila em 28 de janeiro de 2005.

## Etimologia e história
A origem do nome Perafita vem do latim Petra ficta (Pedra fixa), quer pelas pedras que delimitavam a propriedade ou por algum menir ou anta pré-histórica desta região. Perafita tem, por isso, uma história marcada pela antiguidade do seu povoamento. São vários os vestígios arqueológicos encontrados.
Da mesma forma, a instituição paroquial é muito antiga. Já aparecem referências ao orago S. Mamede na primeira metade do século XI, e a crença popular no santo poderá mesmo ser anterior. Nesta altura, grande parte do território da atual freguesia encontrava-se sujeita ao Mosteiro de Moreira e integrada nas Terras da Maia.
No século XIX, mais concretamente em 1832, Perafita foi palco do desembarque de D. Pedro e seus fiéis, decididos a combater D. Miguel e o absolutismo em Portugal. O Obelisco da Memória, situado na Praia da Memória, em Pampelido, relembra esses momentos que a história registou, erradamente, como os “Bravos do Mindelo”.
A reforma administrativa de 6 de novembro de 1836, retirou Perafita, na altura constituída por 160 fogos, da administração de Leça do Balio e anexou-a ao concelho de Bouças (atual Matosinhos).
No século XX, uma série de empreendimentos possibilitou o crescimento económico e urbanístico de Perafita. Mesmo não localizados totalmente na área de freguesia, o porto de Leixões, o Aeroporto Internacional Francisco Sá Carneiro ou a Petrogal condicionaram fortemente a sua evolução.
O desenvolvimento da zona de Perafita, a que atrás se aludiu, foi uma consequência óbvia dessas novas infraestruturas. Atualmente, o lugar do Freixieiro – fértil em fábricas e espaços para comércio e serviços – é bem o retrato de uma parte da freguesia, visto que a outra parte tem na orla marítima um representante bem mais calmo e, por vezes, rural.

## População
| População da freguesia de Perafita | População da freguesia de Perafita | População da freguesia de Perafita | População da freguesia de Perafita | População da freguesia de Perafita | População da freguesia de Perafita | População da freguesia de Perafita | População da freguesia de Perafita | População da freguesia de Perafita | População da freguesia de Perafita | População da freguesia de Perafita | População da freguesia de Perafita | População da freguesia de Perafita | População da freguesia de Perafita | População da freguesia de Perafita |
| ---------------------------------- | ---------------------------------- | ---------------------------------- | ---------------------------------- | ---------------------------------- | ---------------------------------- | ---------------------------------- | ---------------------------------- | ---------------------------------- | ---------------------------------- | ---------------------------------- | ---------------------------------- | ---------------------------------- | ---------------------------------- | ---------------------------------- |
| 1864                               | 1878                               | 1890                               | 1900                               | 1911                               | 1920                               | 1930                               | 1940                               | 1950                               | 1960                               | 1970                               | 1981                               | 1991                               | 2001                               | 2011                               |
| 1 052                              | 1 162                              | 1 546                              | 1 770                              | 2 115                              | 2 122                              | 2 630                              | 3 329                              | 3 788                              | 5 193                              | 7 904                              | 10 053                             | 11 340                             | 12 298                             | 13 607                             |

| Distribuição da População por Grupos Etários | Distribuição da População por Grupos Etários | Distribuição da População por Grupos Etários | Distribuição da População por Grupos Etários | Distribuição da População por Grupos Etários | Distribuição da População por Grupos Etários | Distribuição da População por Grupos Etários | Distribuição da População por Grupos Etários | Distribuição da População por Grupos Etários | Distribuição da População por Grupos Etários |
| -------------------------------------------- | -------------------------------------------- | -------------------------------------------- | -------------------------------------------- | -------------------------------------------- | -------------------------------------------- | -------------------------------------------- | -------------------------------------------- | -------------------------------------------- | -------------------------------------------- |
| Ano                                          | 0-14 Anos                                    | 15-24 Anos                                   | 25-64 Anos                                   | > 65 Anos                                    |                                              | 0-14 Anos                                    | 15-24 Anos                                   | 25-64 Anos                                   | > 65 Anos                                    |
| 2001                                         | 2 063                                        | 1 833                                        | 7 047                                        | 1 355                                        |                                              | 16,8%                                        | 14,9%                                        | 57,3%                                        | 11,0%                                        |
| 2011                                         | 2 086                                        | 1 565                                        | 7 951                                        | 2 005                                        |                                              | 15,3%                                        | 11,5%                                        | 58,4%                                        | 14,7%                                        |

## Património
- Sepulturas nos lugares de Montedouro e Pampelido
- Praia da Memória (Matosinhos)